# Battaglia di Pirmasens
Nella battaglia di Pirmasens (14 settembre 1793) alcuni corpi militari della Prima Repubblica Francese, guidati da Jean René Moreaux, attaccarono una forza prussiana guidata da Carlo Guglielmo Ferdinando di Brunswick-Wolfenbüttel. Ben disposti in posizioni fortificate, i prussiani sorpresero i francesi sotto un letale fuoco incrociato, infliggendo loro pesanti perdite e costringendoli al ritiro. Lo scontro avvenne durante la guerra della prima coalizione, parte del più vasto conflitto noto come guerre rivoluzionarie francesi. Nel 1793 Pirmasens faceva parte dell'Elettorato del Palatinato bavarese, ma oggi la città si trova politicamente nello Stato del Renania-Palatinato in Germania, poco più di 34 km a sud di Kaiserslautern.

## Antefatti
Mentre i prussiani e gli austriaci assediavano Magonza, le armate francesi della Mosella e del Reno erano rimaste in posizione difensiva tra Saarbrücken e il Reno. L'armata della Mosella era disposta a sinistra e quella del Reno lungo le lignes de Wissembourg. A maggio i francesi avevano tentato una timida azione di soccorso per rompere l'assedio; fallita questa, il 23 luglio Magonza si arrese.
Presa Magonza, gli austriaci e i prussiani impiegarono quasi due mesi di tempo per muoversi verso sud e insidiare le linee francesi. Gli austriaci avanzarono verso la destra francese, mentre i prussiani si diressero inizialmente verso Kaiserslautern, per poi deviare su Pirmasens, da dove si disposero a presidiare uno dei passi attraverso i Vosgi.
All'inizio di settembre i francesi e gli austriaci si scontrarono intorno al passo di Bodenthal, una posizione chiave sui Vosgi per le linee di comunicazione dei rivoluzionari. Gli austriaci del generale Dagobert Sigmund von Wurmser si impadronirono del passo, troncando di fatto la migliore linea di comunicazione tra le due armate francesi. Il 12 settembre i francesi lanciarono un infruttuoso contrattacco che ripeterono con maggior fortuna due giorni dopo, stavolta attaccando entrambe le armate coalizzate. L'attacco contro gli austriaci ebbe successo e le forze francesi si reimpadronirono del Bodenthal. Nel frattempo 12 000 uomini dei Corps des Vosges avanzarono verso est dai loro acquartieramenti a Hornbach, per attaccare lo stesso giorno i prussiani a Pirmasens.

## La battaglia

### Le forze in campo
La forza prussiana contava 8 000 uomini divisi in 11 battaglioni, 11 squadroni, una batteria di artiglieria a cavallo e cinque appiedate. Un'ala era guidata dal generalleutnant Ludwig Karl von Kalckstein ed era formata dal secondo e terzo battaglione del 15º reggimento di fanteria Garde zu Fuss e da altri tre battaglioni provenienti dal 19º reggimento di fanteria Brunswick e dal 35º Prinz Heinrich. L'altra ala era sotto il generalmajor principe Carlo Luigi di Baden e comprendeva il 1º battaglione del 41º reggimento di fanteria Schladen e il 1º del 49º Borch, il 2º battaglione del 37º reggimento di fanteria Wolframsdorf, quattro squadroni del 7º reggimento corazzieri Borstell, cinque squadroni dell'11º reggimento dragoni Tschirschky e due squadroni del 6º reggimento ussari Wolffradt. La forza prussiana era sostenuta da 58 pezzi di artiglieria.
La forza d'attacco di Moreaux era divisa in tre colonne. La colonna di destra era comandata dal generale Paul Guillaume e comprendeva il 1º battaglione della 30ª demi-brigade di fanteria di linea, il 2º battaglione dell'8ª, il 4º battaglione volontari Haute-Saône e 270 uomini della compagnia Guillaume. La colonna centrale era condotta dal generale François Xavier Jacob Freytag e consisteva del 1º battaglione delle 1ª, 24ª, 96ª e 102ª brigata di fanteria di linea e del battaglione di volontari Yonne, del 2º battaglione di volontari Moselle e Observatoire, del 3º battaglione di volontari République, dei battaglioni 3º e 4º di volontari Manche, del 4º battaglione di volontari Seine-Inférieure, del 9º battaglione volontari Meurthe; completavano la forza la compagnia Bons-Tireurs Chasseurs e tre squadroni del 4º reggimento di cavalleria. La colonna di sinistra era sotto il generale Louis Lequoy e contava sei squadroni del 9º reggimento Chasseurs à Cheval e del 14º dragoni. I francesi erano dotati di 36 cannoni.

### Lo scontro
Il comandante in capo prussiano, il duca di Brunswick, conscio dell'importanza di Pirmanses, ne aveva preso possesso disponendo le sue truppe in una forte posizione difensiva. L'unica speranza per i francesi di avere la meglio sarebbe stata l'effetto sorpresa, ma i prussiani rilevarono le loro manovre ben prima che essi raggiungessero il loro obiettivo. Mentre i loro 12 000 uomini venivano fatti oggetto di fuoco di artiglieria e di mitraglia, i generali francesi avrebbero voluto ritirarsi a Hornbach, ma i rappresentanti del governo francese insistettero per attaccare a qualunque costo.
I francesi formarono quindi tre colonne, ciascuna delle quali attaccò lungo uno dei tre canaloni che salivano verso la città, finendo sotto il pesante fuoco prussiano proveniente dalle alture intorno. La prima a ritirarsi fu la colonna di destra: nonostante si fosse spinta tanto avanti da riuscire quasi ad aggirare Pirmanses, fu presto costretta alla rotta dal fuoco proveniente da entrambi i suoi fianchi. Alla fuga disordinata furono poco dopo costrette le altre due colonne. I prussiani rinunciarono all'inseguimento e i francesi riuscirono a riunirsi nel loro punto di partenza, lasciando sul campo e durante il ritiro che ne era seguito circa 4 000 uomini tra morti, feriti e prigionieri, oltre che ventidue cannoni, un terzo della forza d'attacco originale.

## Le conseguenze
La sconfitta francese a Pirmasens giocò probabilmente un certo ruolo nel favorire gli alleati nelle loro successive manovre verso i fiumi Saar e Lauter e quindi durante il loro successivo attacco sulle linee di Wissenbourg (13 ottobre 1793). Questo si sarebbe risolto per gli alleati con un successo costoso in termini di perdite umane ma, per un breve periodo, avrebbe esposto l'Alsazia e la Lorena alla minaccia di una invasione.